# Erycibe oligantha
Erycibe oligantha là một loài thực vật có hoa trong họ Bìm bìm. Loài này được Merr. & Chun mô tả khoa học đầu tiên năm 1940.